# Aspilota variabilis
Aspilota variabilis är en stekelart som beskrevs av Vladimir Ivanovich Tobias 1962. Aspilota variabilis ingår i släktet Aspilota och familjen bracksteklar. Inga underarter finns listade.